# Oreobates pereger
Oreobates pereger är en groddjursart som först beskrevs av Lynch 1975.  Oreobates pereger ingår i släktet Oreobates och familjen Strabomantidae. IUCN kategoriserar arten globalt som akut hotad. Inga underarter finns listade i Catalogue of Life.